# 贝斯滕塞
贝斯滕塞（德語：Bestensee）是德国勃兰登堡州的市镇，隶属于达默-施普雷瓦尔德县。总面积为38.04平方千米，截至2023年12月31日总人口为9,209人。